# Narodowy Balet Ukrainy „Virski”
„Virski”, Narodowy Zasłużony Akademicki Zespół Tańca Ukrainy im. Pawła Wirskiego, (też Narodowy Balet Ukrainy „Virski”, ukr. Національний заслужений академічний ансамбль танцю України імені Павла Вірського, ang. Virsky National Dance Company) – ukraiński, państwowy zespół taneczny odwołujący się do ukraińskich tradycji ludowych założony w 1937 roku.
Zespół podlega ministerstwu kultury Ukrainy. Składa się z baletu i orkiestry. Przy Zespole prowadzone są studia choreograficzne i działa dziecięca szkoła choreograficzna   .

## Historia
Zespół został założony w Kijowie w czerwcu 1937 roku  przez wybitnych choreografów Mykołę Bołotowa i Pawła Wirskiego jako grupa tancerzy, której celem było badanie, gromadzenie, przechowywanie i popularyzacja ukraińskich tańców ludowych . Początkowo grupa działała pod kierownictwem Pawła Wirskiego. Jej pierwszy występ odbył się 1 września 1937 roku podczas Międzynarodowego Festiwalu Teatralnego w Moskwie. W repertuarze grupy znalazły się takie choreografie jak Українська сюїта (Ukraińska suita) prezentująca tradycyjne tańce ukraińskie, czy Шахтарський перепляс (Taniec górnika) wchodzący w skład zbioru współczesnych choreografii tańców Donbasu .
Paweł Wirski przestał kierować grupą w 1940 roku. W tym też roku została ona przekształcona w Zespół Pieśni i Tańca Ukrainy (Aнсамбль пісні і танцю України ). W tamtym okresie z zespołem współpracowali tacy choreografowie jak Serhij Sergiejew, Wachtang Wroński, czy Ołeksandr Berdowski . Kolejna reorganizacja nastąpiła w 1951 roku, po obchodach tzw. 2. Dekady Ukraińskiej Sztuki i Literatury w Moskwie . Zmieniono wtedy też nazwę na Państwowy Zespół Tańca Ukrainy (Державний ансамбль танцю України ). Zespołem kierowała rada, na czele której w 1951 roku stanął Serhij Sergiejew, a następnie w 1952 roku Ołeksandr Berdowski, w latach 1952–1954 Wachtang Wroński, a w latach 1954–1955 Lidia Czerniszowa .
W 1955 roku do zespołu, jako jego kierownik artystyczny i dyrektor, powrócił Paweł Wirski, którym pozostawał przez kolejne dwadzieścia lat, aż do swojej śmierci w 1975 roku. W tym czasie opracował 5 pełnych programów artystycznych, liczne układy ukraińskich tańców ludowych, a także układy choreograficzne ukazujące przeszłość i teraźniejszość życia na Ukrainie, scen rodzajowych i innych form tanecznych. Do najsłynniejszych należą: rozpoczynający każdy koncert układ My z Ukrainy (Ми з України), Hopak (Гопак), Kozak (Козачок), Zaporożcy (Запорожці), czy Powzunec (Повзунець). W 1959 roku zespół otrzymał dyplom honorowy Światowej Rady Pokoju oraz tytuł zasłużonego zespołu (Państwowy Zasłużony Zespół Tańca Ukrainy; Державний заслужений ансамбль танцю України), a w 1971 roku akademickiego zespołu (Państwowy Zasłużony, Akademicki Zespół Tańca Ukrainy; Державний заслужений академічний ансамбль танцю України). Przy zespole organizowane są od 1962 roku studia choreograficzne .
Po śmierci Wirskiego kierownictwo nad zespołem ponownie przejęła rada, na której czele stanął w latach 1975–1976 Ołeksij Homon, 1976–1977 Kim Wasyłenko, 1977–1980 Ołeksandr Sehal . W 1977 roku zespół otrzymał imię Pawła Wirskiego (Państwowy Zasłużony, Akademicki Zespół Tańca Ukrainy im. Pawła Wirskiego; Державний заслужений академічний ансамбль танцю Україниімені Павла Вірського)W 1980 roku kierownikiem artystycznym i dyrektorem generalnym został Mirosław Wantuch. Uzupełnił on repertuar o takie układy jak Karpaty (Карпати), Ukraiński męski taniec z bębnami (Український чоловічий танець з бубнами), Hucułka (Гуцулка), czy Ukraino, moja Ukraino (Україно моя, Україно). Z zespołem współpracowało wielu plastyków, kompozytorów, choreografów i baletmistrzów, m.in. Tetiana Jabłońska, Andrij Kocka, Wadim Homołjaka, Lew Kołodub, Jakiw Łapiński, Anton Mucha, czy Boris Jarowiński . W 1987 roku zespół został uhonorowany radzieckim orderem Przyjaźni Narodów. W 1991 roku Mirosław Wantuch wraz z żoną Walentiną Wantuch założyli przy zespole szkołę baletową (дитяча хореографічна школа при національному заслуженому академічному ансамблі танцю України ім. Павла Вірського), której Walentina została dyrektorem i kierownikiem artystycznym  . W 1997 roku zespół otrzymał prawo posługiwania się tytułem zespołu narodowego (Narodowy Zasłużony Akademicki Zespół Tańca Ukrainy im. Pawła Wirskiego; Національний заслужений академічний ансамбль танцю України імені Павла Вірського) .

## Kierownictwo

### Dyrektor generalny
- rada (1951–1955)[1] ,
- Paweł Wirski (1955–1975)[1] ,
- rada (1975–1980)[1] ,
- Mirosław Wantuch(inne języki) (od 1980)[1] [2] [3] ,

### Kierownik artystyczny
- Paweł Wirski (1937–1940)[1] ,
- Serhij Sergiejew(inne języki) (1951)[1] ,
- Ołeksandr Berdowski (1952)[1] ,
- Wachtang Wroński(inne języki) (1952–1954)[1] ,
- Lidia Czerniszowa(inne języki) (1954–1955)[1] ,
- Paweł Wirski (1955–1975)[1] ,
- Ołeksij Homon (1975–1976)[1] ,
- Kim Wasyłenko(inne języki) (1976–1977)[1] ,
- Ołeksandr Sehal(inne języki) (1977–1980)[1] ,
- Mirosław Wantuch (od 1980)[1] [2] [3] ,

### Główni dyrygenci
- Ihor Iwaszczenko(inne języki) (1956–1980)[1] ,
- Jewhen Dosenko(inne języki) (1980–1984)[1] ,
- Stanisław Sawczuk(inne języki) (1984–1992)[1] ,
- Witalij Redko(inne języki) (1993–2001)[1] ,
- Ołeksandr Czeberko (od 2001)[2] [3]

### Dyrektor i kierownik artystyczny szkoły baletowej
- Walentina Wantuch(inne języki) (od 1991)[3]